# Sidymella longipes
Sidymella longipes là một loài nhện trong họ Thomisidae.
Loài này thuộc chi Sidymella. Sidymella longipes được Ludwig Carl Christian Koch miêu tả năm 1874.